# Jeff Wall

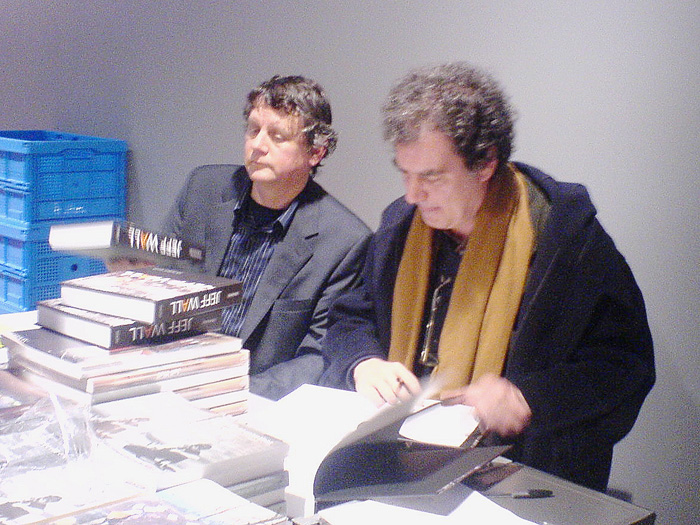
Jeff Wall a Jean-François Chevrier po konferenci v pařížském Centre Georges Pompidou podepisují Wallovu monografii napsanou Chevrierem, 2007

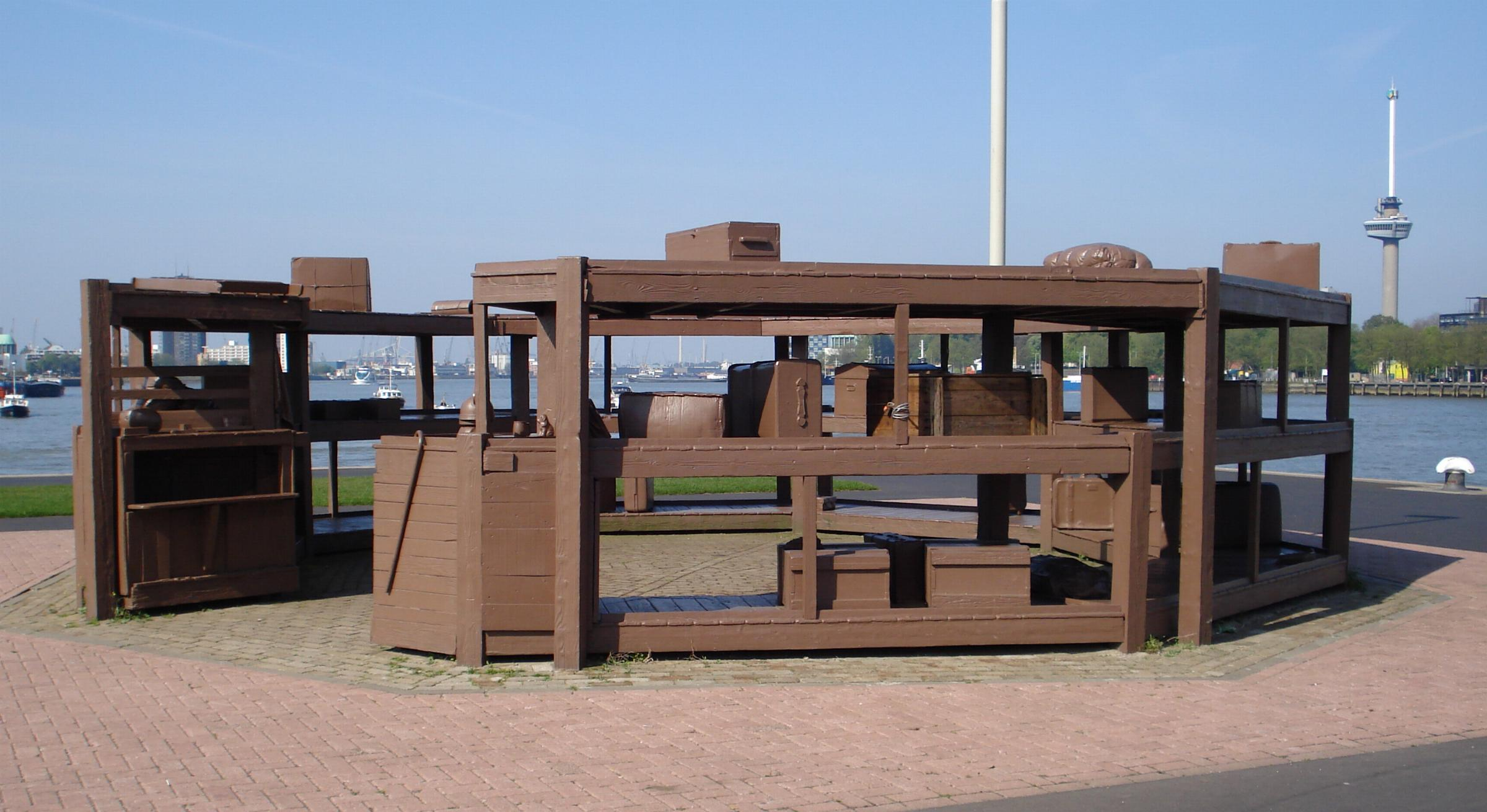
Jeff Wall: Socha Lost Luggage Depot (2001) v Rotterdamu

Jeffrey Wall (* Vancouver 29. září 1946) je kanadský fotograf známý především svými velkoformátovými zvětšeninami fotografií metodou cibachrome a jako spisovatel historicko-uměleckého slohu. Wall byl klíčovou postavou na umělecké scéně ve Vancouveru od počátku sedmdesátých let 20. století. Na počátku své kariéry pomáhal definovat Vancouverskou školu a publikoval eseje o práci svých kolegů a následovníků Vancouverites Rodney Graham, Ken Lum a Ian Wallace. Jeho fotografické obrazy často obsahují na pozadí kulisu vancouverské směsi přírodní krásy, městského rozpadu a postmoderní a průmyslové bezohlednosti.

## Životopis
Wall obdržel magisterský titul na Univerzitě Britské Kolumbie v roce 1970 s diplomovou prací nazvanou Berlin Dada and the Notion of Context.Téhož roku přestal Wall dělat umění. Se svou anglickou ženou Jeannette, se kterou se setkal jako student ve Vancouveru, a se svými dvěma mladými syny se přestěhoval do Londýna aby v letech 1970–73 absolvoval postgraduální práci na Courtauldově institutu, kde studoval u odborníka na Maneta T. J. Clarka. Wall byl docentem na Vysoké škole umění a designu (1974–75), docentem na Univerzitě Simona Frasera (1976–87), mnoho let vyučoval na Univerzitě Britské Kolumbie a přednášel na European Graduate School. Publikoval eseje o Danovi Grahamovi, Rodneymu Grahamovi, Roy Ardenovi, Kenovi Lumovi, Stephanovi Balkenholovi, Na Kawarovi a dalších současných umělcích.

## Dílo
Wall experimentoval s konceptuálním uměním, již jako vysokoškolák na UBC. Až do roku 1977, kdy produkoval své první podsvícené transparentní snímky, nedělal žádné umění. Mnohé z nich jsou inscenovány a odkazují na dějiny umění a filozofické problémy. Tyto kompozice často odkazují na umělce jako Diego Velázquez, Kacušika Hokusai a Édouard Manet nebo spisovatele, jako jsou Franz Kafka, Jukio Mišima nebo Ralph Ellison.
Wall představil svou první galerijní výstavu v roce 1978 jako „instalaci“ a nikoli jako fotografickou výstavu. Umístil The Destroyed Room (Zničenou místnost) do okna v průčelí Nova Gallery a uzavřel ji do sádrokartonové zdi.
Fotografie Mimic (1982) charakterizuje Wallův kinematografický styl a podle historika umění Michaela Frieda je "charakteristický pro Wallovu angažovanost v umění 80. let se sociálními problémy". 198 × 226   cm ukazuje bílý pár a Asiata při chůzi směrem k fotoaparátu. Chodník, lemovaný zaparkovanými automobily a obytnými a průmyslovými budovami, naznačuje severoamerické průmyslové předměstí. Žena má na sobě červené šortky a bílý top odhalující její bříško; její vousatý neupravený přítel má na sobě džínovou vestu. Asiat je ležérní, ale ve srovnání s bělochem dobře oblečený, v límečkové košili a kalhotách. Když pár míjí muže, přítel dává dvojsmyslné, ale zjevně obscénní a rasistické gesto, drží svůj vztyčený prostřední prst blízko kraje oka a „napodobuje“ své oči jako výsměch očím asijským. Obrázek se podobá záběru candid shot, který byl pořízen ve chvíli, kdy o tom subjekt neví. Ve skutečnosti je to však zrekonstruovaný záběr svědectví umělce, který zachycuje okamžik a jeho sociální napětí.
Dílo After "Invisible Man" by Ralph Ellison, the Preface bylo poprvé představené na výstavě documenta 11 a zobrazuje známou scénu z Ellisonova klasického románu. Wallova verze zobrazuje sklepní místnost „teplou a plnou světla“, ve které žije Ellisonův vypravěč, s 1.369 žárovkami.
Picture for Women (Fotografie pro ženy) je 142,5 × 204,5 cm velký transparentní cibachrom na lightboxu. Autorovou inspirací byl Manetův obraz Un bar aux Folies Bergère (Bar ve Folies Bergère). Společně s fotografií The Destroyed Room (Zničený pokoj) Wall považuje Picture for Women za svůj první úspěch v náročné fotografické tradici. Podle Tate Modern tento úspěch umožňuje Wallovi odkazovat na „populární kulturu (osvětlená písmena kina a reklamních nápisů) a smysl pro škálu, kterou obdivuje v klasické malbě. Jako trojrozměrné objekty získávají světelné boxy sochařský element, který ovlivňuje divákovu fyzickou orientaci ve vztahu k dílu.“ Na scéně jsou dvě postavy, Jeff Wall osobně a žena, která se dívá do kamery. V magazínu The New Republic, umělecký kritik Jed Perl popisuje obraz Picture for Women jako typický autorův rukopis, "neboť zdvojnásobuje portrét umělce z konce dvacátého století v jeho ateliéru." Historik umění David Campany nazval Picture for Women Wallovou důležitou ranou prací , protože stanoví ústřední témata a motivy nalezené ve většině jeho pozdějších děl.
Wallova práce podporuje argument potřeby obrazového umění. Některé z Wallových fotografií jsou složité kompoziční produkce s digitální postprodukcí. Ty jsou charakterizovány jako jednorámové filmové produkce, které chválí i umělecká kritička Susan Sontag ve své knize Regarding the Pain of Others (2003).

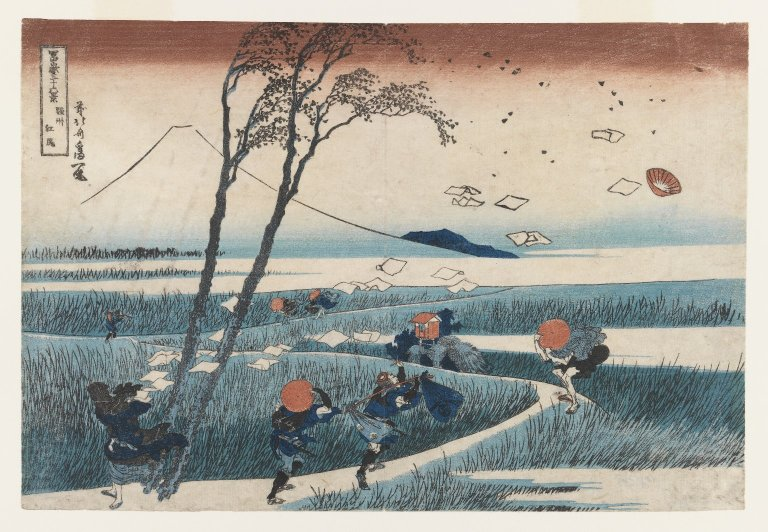
Wall se v roce 1993 pro svou fotografii A Sudden Gust of Wind (after Hokusai) inspiroval dřevotiskem Kacušiky Hokusaie Yejiri Station, Province of Suruga z roku 1832

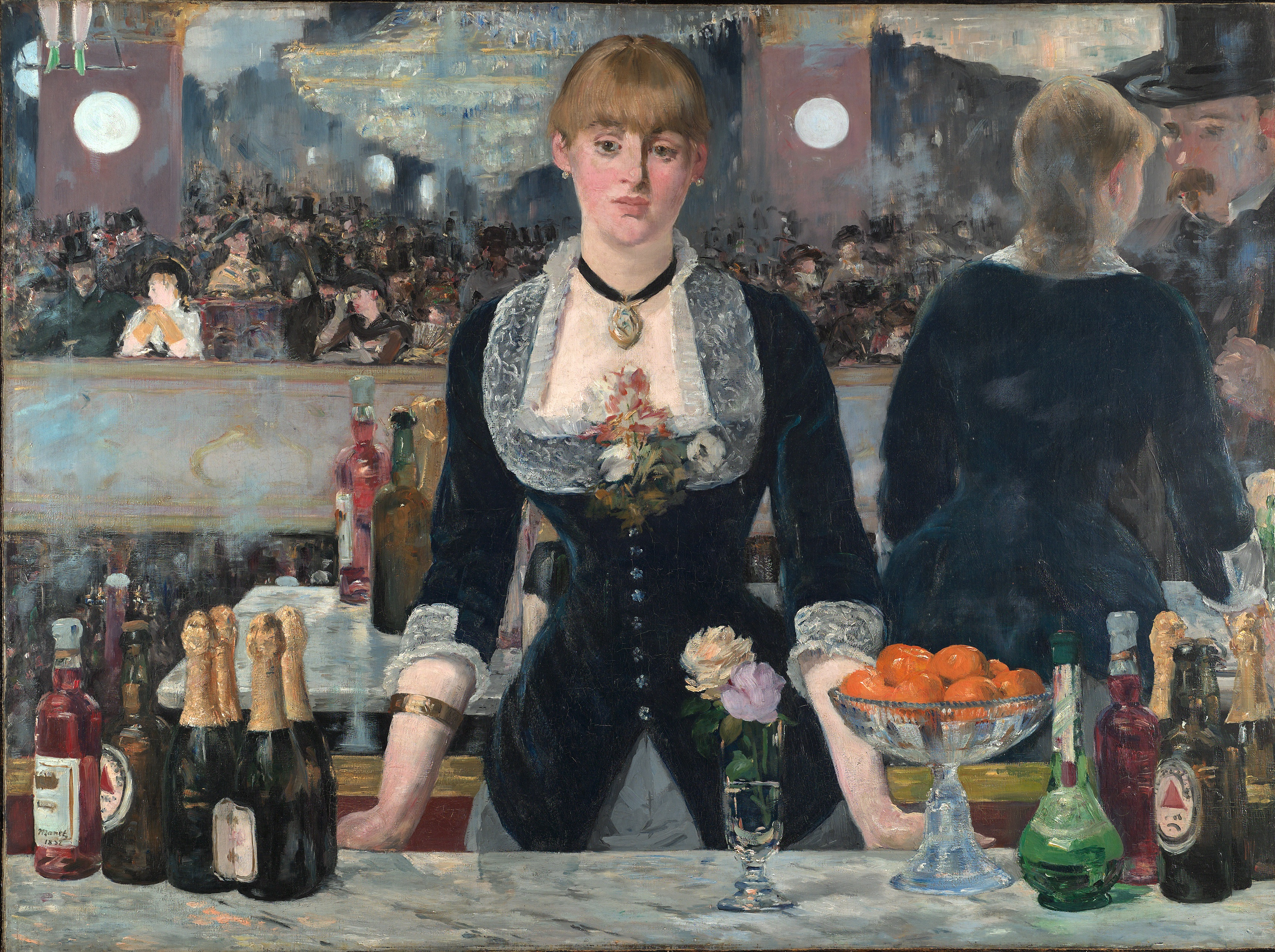
Inspirací pro fotografii Picture for Women byl Manetův obraz Bar ve Folies-Bergère

Zatímco Wall je známý svými rozsáhlými fotografiemi současných každodenních žánrových scén s více postavami, od počátku 90. let se začal zajímat o zátiší. Rozlišuje mezi nestacionárními „dokumentárními“ obrázky, jako je Still Creek, Vancouver, winter 2003 a „kinematografickými“ obrázky, které byly vytvořeny kombinací herců, setů a zvláštních efektů, jako je Sudden Gust of Wind (after Hokusai) ), 1993. Na základě inspirace obrazu Yejiri Station, Province of Suruga (asi 1832), dřevotisk Kacušiky Hokusaie, A Sudden Gust of Wind obnovuje vyobrazenou japonskou scénu z 19. století v současné Britské Kolumbii, využívá herce a zabralo mu více než rok, během něhož vyprodukoval 100 fotografií, aby "dosáhl plynulé montáže, která dává iluzi zachycení skutečného okamžiku v čase."
Od počátku devadesátých let používá Wall digitální technologie k sestavení různých negativů jednotlivců a jejich prolnutí do jedné jediné fotografie. Jeho rukopisem jsou velké transparentní diapozitivy umístěné ve světelných boxech; říká, že tento formát vymyslel, když viděl podsvícené reklamy na autobusových zastávkách během cesty mezi Španělskem a Londýnem. V roce 1995 začal Wall vyrábět tradiční černobílé fotografie, které se byly stále více důležitější součástí jeho práce. Příklady byly vystaveny v Kasselu na výstavě documenta X.

## Výstavy
Wall se zúčastnil své první skupinové výstavy v roce 1969 v Seattle Art Museum ve Washingtonu a Vancouver Art Gallery a New Multiple Art v Whitechapel Gallery v Londýně v roce 1970. Jeho první samostatná výstava se konala v Nova Gallery ve Vancouveru v roce 1978.
Samostatné výstavy: ICA, Londýn (1984), Irské muzeum moderního umění, Dublin, Irsko (1993), Whitechapel Gallery, Londýn (2001), Kunstmuseum Wolfsburg, Wolfsburg, Německo (2001), Hasselblad Center, Göteborg, Švédsko (2002), Astrup Fearnley Museum, Oslo, Norsko (2004) a retrospektivy ve Schaulageru, Basileji (2005), Tate Modern (2005) a MoMA, New York (2007), Institut umění v Chicagu (2007), SFMoMA, San Francisco (2008), Muzeum Tamayo, Mexico City a Vancouver Art Gallery, Vancouver (2008) a Staatliche Kunstsammlungen, Dresden (2010). Wall se zúčastnil také výstav documenta 10 a 11.
Pro retrospektivu v Palais des Beaux Arts v Bruselu v roce 2011 Wall vybral asi 130 děl svých oblíbených umělců, počínaje fotografem z počátku 20. století Eugènem Atgetem až po filmové ukázky (Fassbinder, Bergman, Bratři Dardennové) k dílům současníků Thomase Struth a Davida Claerbouta.. Byly zobrazeny vedle 25 jeho vlastních fotografií.

## Ocenění
V roce 2002 získala Wall cenu Hasselblad Award. V roce 2006 se stal členem Královské kanadské společnosti. Jeff Wall byl jmenován důstojníkem Kanadského řádu v prosinci 2007. V březnu 2008 byla Wallovi udělena cena Audain za celoživotní úspěch, výroční cena Britské Kolumbie za výtvarné umění.
- 1996 – Internationaler Kunstpreis Kulturstiftung Stadtsparkasse München
- 2002 – Hasselblad Award
- 2006 – Royal Society of Canada[28]
- 2008 – Audain Prize for Lifetime Achievement, British Columbia's annual award for the visual arts[29]
- 2003 – Cena Roswithy Haftmann

## Galerie

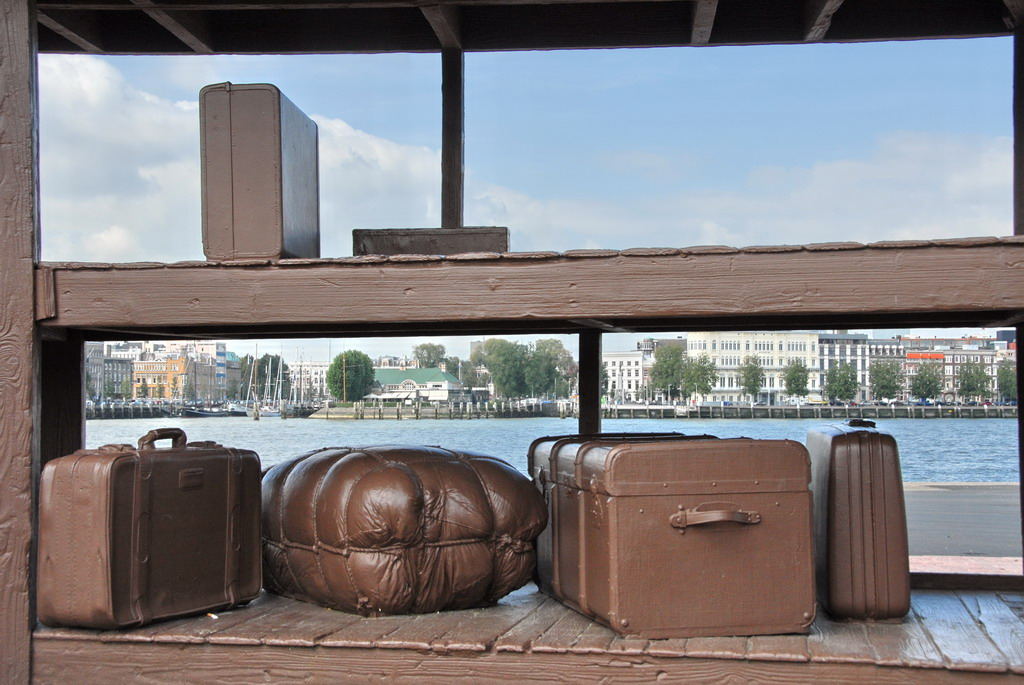
Wilhelminakade, v Rotterdamu u řeky Maas, je pojmenována po holandské královně Wilhelmině. Od roku 1901 do roku 1971 zde měla přepravní linka Holandsko-Amerika svůj terminál. V tom období velké množství emigrantů z celé Evropy odjelo do USA, zejména v letech před 1. světovou válkou. Parník SS New Amsterdam byl poslední odplouvající loď v roce 1971. Na západním bodě Wilhelminakade, Koninginnehoofd, stojí od roku 2001 socha „Lost Luggage Depot“ Jeffa Walla. Je vyrobena z litiny a symbolizuje rozloučení mnoha emigrantů s jejich dřívějšími životy.
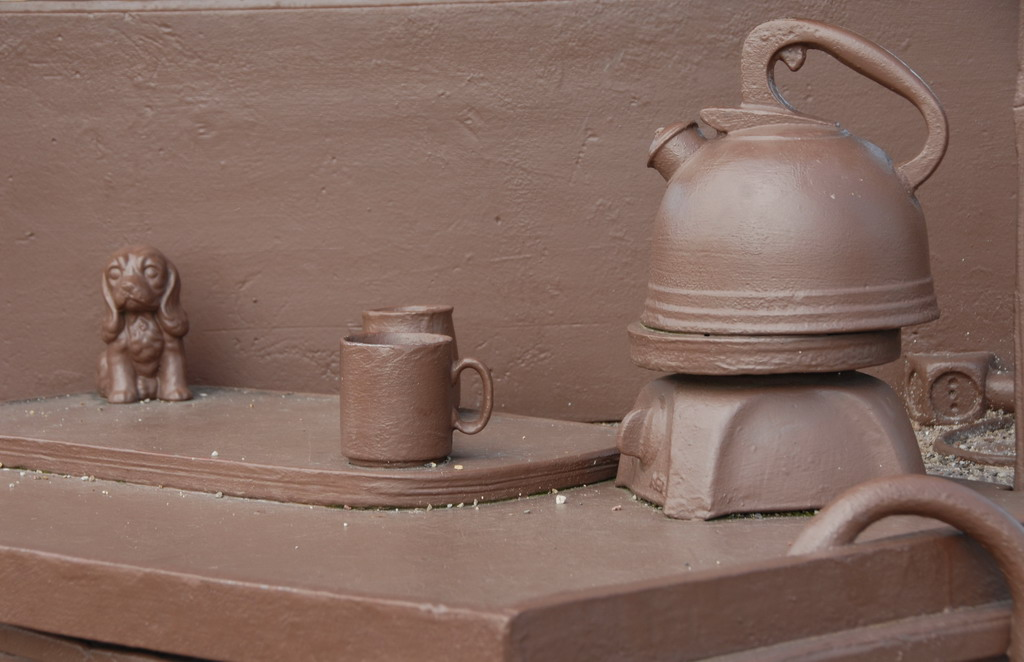
Socha v Rotterdamu
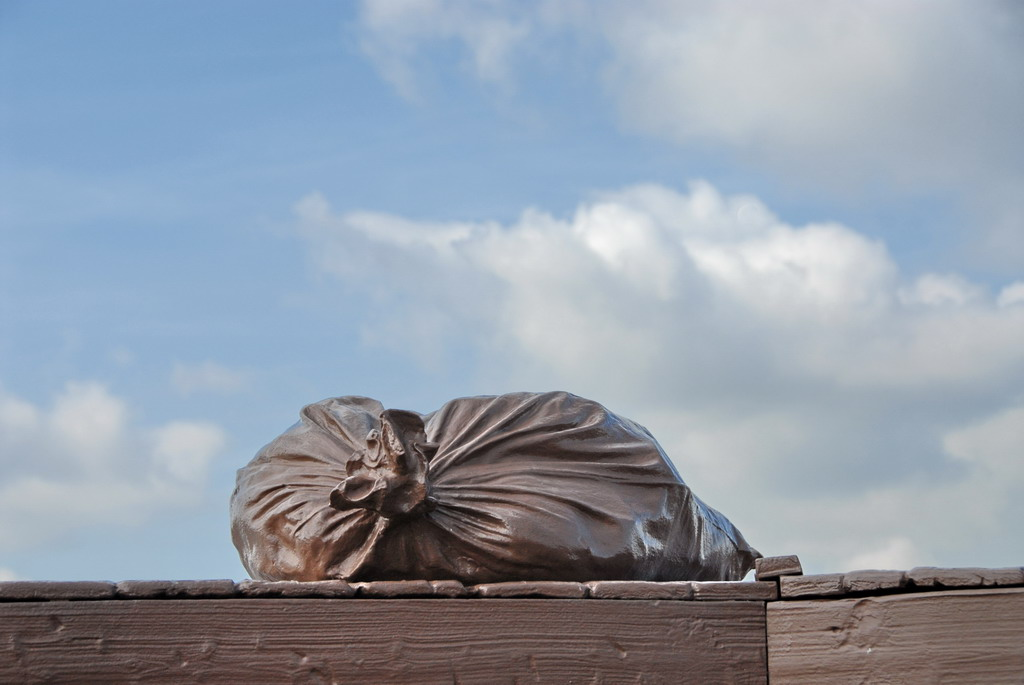
Socha v Rotterdamu